# Diocèse de Tivoli
Le diocèse de Tivoli (en latin : Dioecesis Tiburtina ; en italien : Diocesi di Tivoli) est un diocèse de l'Église catholique en Italie sous exemption et appartenant à la région ecclésiastique du Latium. Depuis le 19 février 2019, le diocèse de Tivoli et le diocèse suburbicaire de Palestrina sont unis in persona episcopi.

## Territoire
Le diocèse est situé sur une partie de la ville métropolitaine de Rome Capitale, l'autre partie de cette province étant partagé par les sept diocèses suburbicaires (Albano, Frascati, Palestrina, Porto-Santa Rufina, Sabina-Poggio Mirteto, Velletri-Segni et Ostie) et par les diocèses d'Anagni-Alatri, de Civita Castellana et de Civitavecchia-Tarquinia. Une autre partie est dans la province de Rieti, dont l'autre partie de cette province est dans le diocèse suburbicaire de Sabina-Poggio Mirteto et les diocèses de Rieti et Terni-Narni-Amelia. Son territoire est d'une superficie de 892 km2 divisé en 84 paroisses regroupées en cinq archidiaconés. L'évêché est à Tivoli où se trouve la cathédrale San Lorenzo.

## Histoire
La diffusion du christianisme dans la région de la vallée de l’Aniene remonte aux temps apostoliques. Le diocèse de Tibur aurait été créé dès le IIe siècle, avec, selon une tradition non confirmée, Saint Quirin comme premier évêque. Le plus ancien document historique remonte au IVe siècle : il fait état de la participation de l’évêque Paul de Tibur à l’élection de l’antipape Ursinus en opposition au pape Damase Ier (366). L'église fait mémoire du martyre en 135 de Symphorose de Tivoli et de ses sept fils, attesté par le martyrologe romain à la date du 18 juillet, et par la découverte au XIXe siècle des catacombes de la via Tiburtina et de l'église dédiée à la sainte.
Initialement composé d'une grande partie de la vallée de l'Aniene, le diocèse s’étend également dans les régions intérieures. C'est sans doute pourquoi, malgré sa proximité avec la ville de Rome, il n'a jamais été diocèse suburbicaire. En 1513 il sert de siège suburbicaire de substitution et attribué au cardinal Francesco Soderini, auparavant cardinal évêque de Sabina. Cependant, en 1516, le siège de Palestrina est vacant et Francesco Soderini y est transféré.
Au cours des siècles, le territoire du diocèse subit plusieurs importantes modifications, principalement dues à l’émergence et la puissance grandissante de l’abbaye bénédictine de Subiaco. Les relations sont souvent tendues entre le diocèse et l’abbaye de Subiaco qui devient « abbaye territoriale » c'est-à-dire possédant et étant juridiquement « diocèse », en 1638. Ce qui conduit à une réduction substantielle de la juridiction de celui de Tivoli.
L'évêque Giovanni Andrea Croce (1554-1595) participe aux deux dernières sessions du concile de Trente et met en œuvre les réformes demandées par le concile ; il organise deux synodes, en 1565 et 1585 ; fait quatre fois la visite pastorale du diocèse et travaille pour une relance des confréries. Le cardinal Giulio Roma reconstruit la cathédrale (1635-1640), organise un synode en 1637 et créé le séminaire en 1647. Lors de l'occupation napoléonienne des États pontificaux, Mgr Vincenzo Manni est exilé en France. En 1841, avec la réorganisation ecclésiastique de la Sabine, les paroisses des territoires d'Orvinio, Pozzaglia Sabina (avec la frazione de Montorio in Valle) et Turania passent du diocèse de Sabina à celui de Tivoli.
Après le démembrement du territoire de l'abbaye de Subiaco, faite par Jean-Paul II en 2002, le diocèse de Tivoli connait un élargissement important de ses frontières avec l'annexion de vingt paroisses. Mgr Mauro Parmeggiani, évêque de Tivoli depuis 2008, est nommé administrateur apostolique de Palestrina en 2017. Le 19 février 2019, le pape François le nomme évêque de Tivoli et Palestrina, unissant les deux sièges in persona episcopi.

## Personnalités religieuses liées au diocèse

### Futurs papes
Deux papes sont originaires de Tivoli : Simplice (pape de 468 à 483) et Jean IX (pape de 898 à 900). À l’époque du pape Simplice, la première organisation du diocèse a lieu, grâce au travail conjoint du pontife et de l’évêque Candido, dont le nom figure dans plusieurs synodes romains organisés par les papes, d’Hilaire (461 à 468) à Symmaque (498-514).
De plus, Barnaba Chiaromonti, évêque de Tivoli de 1782 à 1784, devient pape en 1800 sous le nom de Pie VII.